# Championnats d'Afrique de cyclisme sur route 2018
Navigation
Championnats d'Afrique 2017 Championnats d'Afrique 2019
Les Championnats d'Afrique de cyclisme sur route 2018 ont lieu du 13 au 18 février 2018 à Kigali au Rwanda. Ils réunissent 120 participants de 23 pays.
Les courses masculines élites individuelles font partie de l'UCI Africa Tour 2018 et les courses féminines du calendrier international féminin UCI.

## Programme
12 épreuves sont organisées : 4 contre-la-montre individuels, 4 contre-la-montre par équipes et 4 courses en lignes. Les épreuves individuelles élites et espoirs sont regroupées.

## Podiums masculins
| Élites                       |                                                                         |                                                                                 |                                                                             |
| Course en ligne              | Amanuel Gebreigzabhier                                                  | Metkel Eyob                                                                     | Azzedine Lagab                                                              |
| Contre-la-montre             | Mekseb Debesay                                                          | Jean Bosco Nsengimana                                                           | Joseph Areruya                                                              |
| Contre-la-montre par équipes | Érythrée Mekseb Debesay Amanuel Gebreigzabhier Metkel Eyob Saymon Musie | Rwanda Adrien Niyonshuti Valens Ndayisenga Jean Bosco Nsengimana Joseph Areruya | Algérie Azzedine Lagab Youcef Reguigui Abderrahmane Mansouri Islam Mansouri |
| Espoirs                      |                                                                         |                                                                                 |                                                                             |
| Course en ligne              | Joseph Areruya                                                          | Henok Mulubrhan                                                                 | Didier Munyaneza                                                            |
| Contre-la-montre             | Joseph Areruya                                                          | Redwan Ebrahim                                                                  | Simon Musie                                                                 |
| Juniors                      |                                                                         |                                                                                 |                                                                             |
| Course en ligne              | Biniyam Ghirmay                                                         | Tomas Goytom                                                                    | Hager Andemaryam                                                            |
| Contre-la-montre             | Biniyam Ghirmay                                                         | Yves Nkurunziza                                                                 | Natan Medhanie                                                              |
| Contre-la-montre par équipes | Érythrée Biniyam Ghirmay Tomas Goytom Hager Andemaryam Natan Medhanie   | Rwanda Eric Habimana Yves Nkurunziza Barnabé Gahemba Jean Claude Nzafashwanayo  | Namibie Charl du Plooy Alex Miller Schalk van der Merwe Dieter Koen         |

## Podiums féminins
| Élites                       |                                                                                              |                                                                                  |                                                                                            |
| Course en ligne              | Bisrat Ghebremeskel                                                                          | Tsega Beyene                                                                     | Mossana Debesay                                                                            |
| Contre-la-montre             | Mossana Debesay                                                                              | Selam Amha                                                                       | Eyeru Tesfoam Gebru                                                                        |
| Contre-la-montre par équipes | Éthiopie Selam Amha Eyeru Tesfoam Gebru Tsega Beyene Eyerusalem Kelil                        | Érythrée Mossana Debesay Wehazit Kidane Tighisti Ghebrihiwet Bisrat Ghebremeskel | Rwanda Jeanne d'Arc Girubuntu Beatha Ingabire Magnifique Manizabayo Jacqueline Tuyishimire |
| Espoirs                      |                                                                                              |                                                                                  |                                                                                            |
| Course en ligne              | Eyeru Tesfoam Gebru                                                                          | Tighisti Ghebrihiwet                                                             | Selam Amha                                                                                 |
| Contre-la-montre             | Selam Amha                                                                                   | Eyeru Tesfoam Gebru                                                              | Tighisti Ghebrihiwet                                                                       |
| Juniors                      |                                                                                              |                                                                                  |                                                                                            |
| Course en ligne              | Desiet Kidane                                                                                | Furtuna Kasahun                                                                  | Zayid Hailu                                                                                |
| Contre-la-montre             | Desiet Kidane                                                                                | Kasahun Tsadkan Gebremedhn                                                       | Zayid Hailu                                                                                |
| Contre-la-montre par équipes | Rwanda Samantha Mushimiyimana Violette Irakoze Neza Valantine Nzayisenga Jeanette Manishimwe | Burundi Yvonne Iradukunda Goreth Niyubuntu Charlene Habonimana                   | Non attribué                                                                               |

## Tableaux des médailles
Le tableau des médailles est dominé par l’Érythrée qui remporte 10 épreuves sur 18. L'Éthiopie (13 médailles) et le Rwanda (10 médailles) complètent le podium avec 3 titres chacun. Au total, 6 pays décrochent au moins une médaille.
| Rang  | Nation   | Or | Argent | Bronze | Total |
| ----- | -------- | -- | ------ | ------ | ----- |
| 1     | Érythrée | 10 | 5      | 5      | 20    |
| 2     | Éthiopie | 3  | 6      | 4      | 13    |
| 3     | Rwanda   | 3  | 4      | 3      | 10    |
| 4     | Burundi  | 0  | 1      | 0      | 1     |
| 5     | Algérie  | 0  | 0      | 2      | 2     |
| 6     | Namibie  | 0  | 0      | 1      | 1     |
| Total | Total    | 16 | 16     | 15     | 47    |